# موردو تيت
موردو تيت (بالإنجليزية: Murdo Tait)‏ هو مدرب كرة قدم ولاعب كرة قدم بريطاني في مركز جناح ‏، ولد في 15 مارس 1938. لعب مع نادي دمبرتون.